# Microcharis microcharoides
Microcharis microcharoides är en ärtväxtart som först beskrevs av Paul Hermann Wilhelm Taubert, och fick sitt nu gällande namn av Brian David Schrire. Microcharis microcharoides ingår i släktet Microcharis och familjen ärtväxter. IUCN kategoriserar arten globalt som livskraftig. Inga underarter finns listade i Catalogue of Life.